# Juan Antonio de Galleguillos y Corbalán-Castilla
Juan Antonio de Galleguillos y Corbalán-Castilla (San Antonio de Barraza-Valle de Limarí, 1770 - San Bartolomé de La Serena 1820) fue un hacendado chileno uno de los pioneros en la elaboración del Pisco, aceite de oliva y Vino de Chile en el Valle de Limarí.

## Biografía

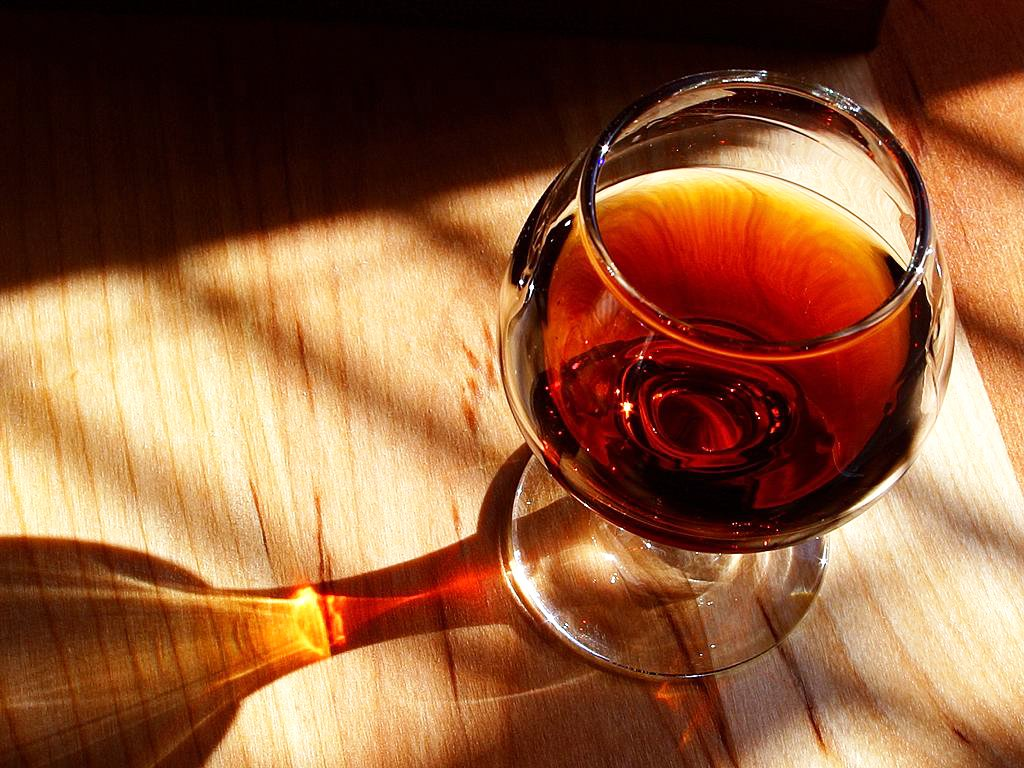
Juan Antonio de Galleguillos y Corbalán-Castilla mantuvo la tradición de elaborar un Vino fortificado de Moscatel en Chile.

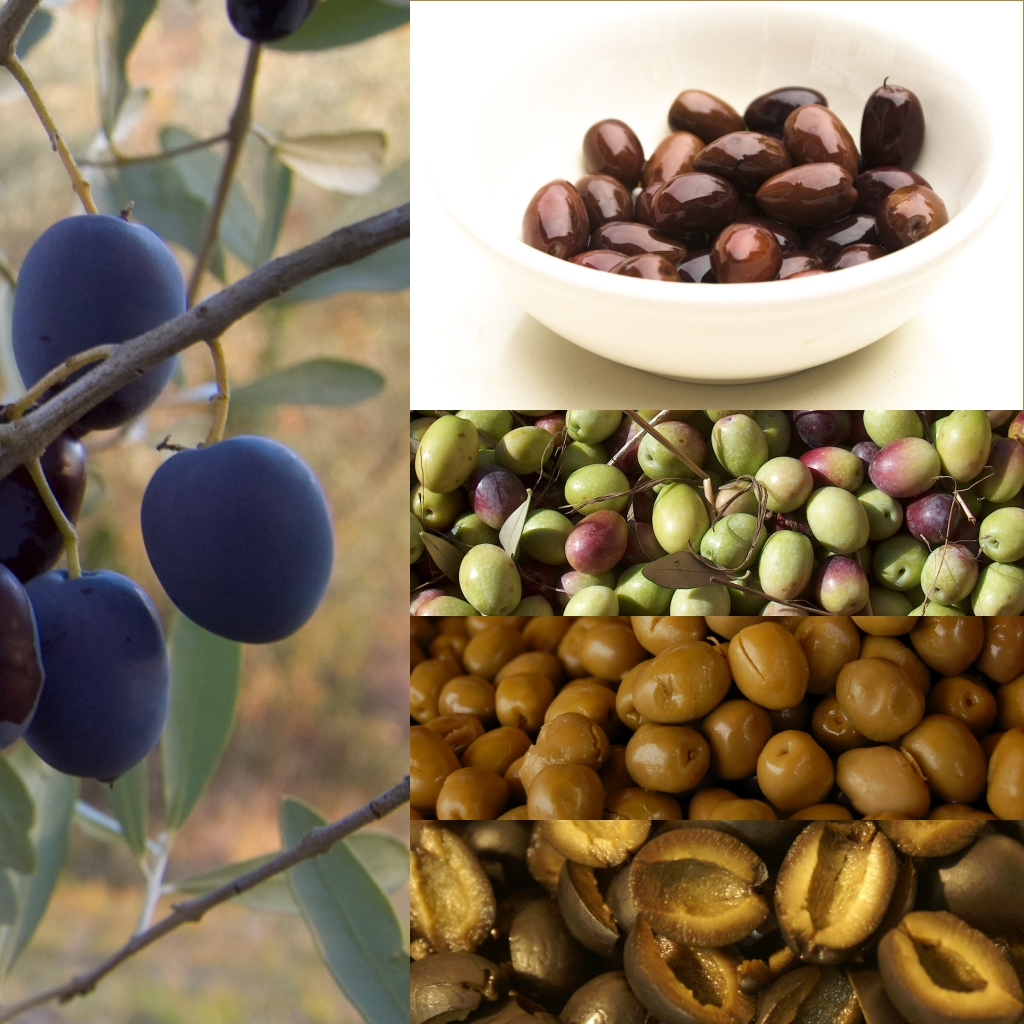
En las haciendas de Juan Antonio de Galleguillos y Corbalán-Castilla se producían aceitunas y aceite de oliva

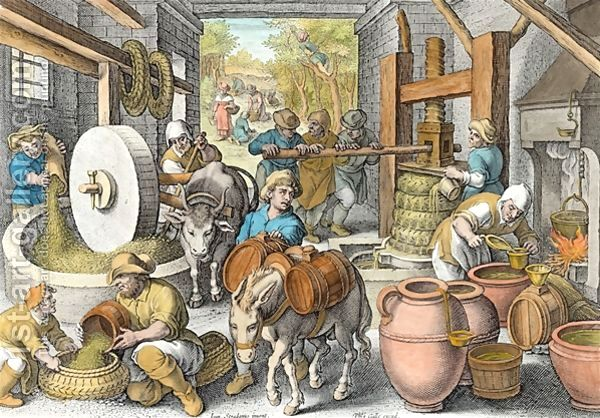
Molienda de aceitunas en una antigua almazara para producir aceite de oliva de 1600

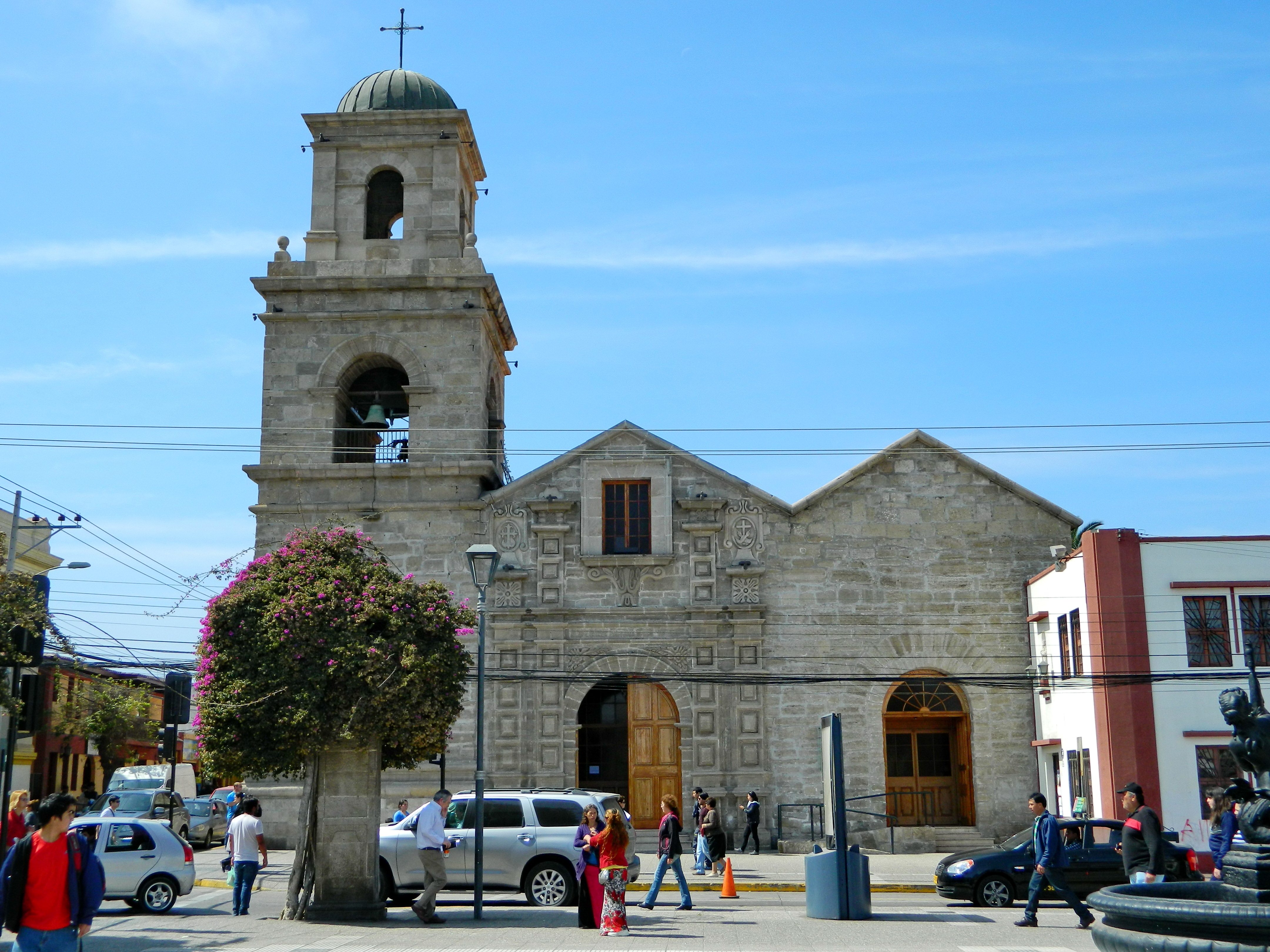
Iglesia de San Francisco el cual fuese Panteón de la Familia Galleguillos desde finales del Juan Antonio de Galleguillos y Corbalán-Castilla fue el último miembro de esta familia en ser sepultado allí en 1820.

Juan Antonio de Galleguillos y Corbalán-Castilla Fue hijo de Juan Antonio de Galleguillos y Godoy quien el 1 de marzo de 1756 se casó en San Antonio de Barraza con Dorotea de la Vega y Pizarro hija de José de la Vega y Josefa Pizarro, este matrimonio no tuvo descendencia, siendo este el único hijo de su padre natural en Trinidad Corbalán-Castilla y Pizarro del Pozo, hija de Nicolás Corbalán-Castilla descendiente de Fernando de Castilla y Mendoza-Hijo de Pedro de Castilla y Portugal y de su segunda mujer Juana de Mendoza. Nieto de la reina consorte de Enrique IV de Castilla, Juana de Portugal, y bisnieto de los reyes Eduardo I de Portugal y Leonor de Aragón y Alburquerque quien fue Regidor de la isla de La Palma desde 1534 y posteriormente Alférez Mayor y fundador de la Línea de Castilla en Canarias. y Josefa Pizarro del Pozo y Álvarez de Tovar quien era descendiente de Diego Pizarro del Pozo y Clavijo Gálvez uno de los pioneros en la elaboración del Pisco y Vino de Chile también perteneció a la familia Pizarro de Trujillo (España) y emparentado con el marqués Francisco Pizarro conquistador del Tawantinsuyo y Hernán Cortés Monroy Pizarro Altamirano marqués del Valle de Oaxaca y conquistador del Imperio Azteca.
Su padre era un rico y poderoso Hacendado, dueño de la Hacienda Pachingo miembro de la familia Galleguillos una de las familias criollas más antiguas y pudientes de San Bartolomé de La Serena y principales terratenientes del sector costero del Valle de Limarí desde principios del siglo XVII hasta fines del siglo XIX y tronco de una de las más importantes familias chilenas del Norte Chico en el Chile colonial su padre fue el último encomendero de la familia Galleguillos hasta que 1791 el gobernador de Chile, Ambrosio O'Higgins, abolió la encomienda y acabó con el trabajo obligatorio de los indígenas.
Juan Antonio de Galleguillos y Corbalán-Castilla Era descendiente por su bisabuela paterna Catalina de Riberos y Castilla (bisnieta) de  Francisco de Aguirre conquistador español que participó en la conquista de Chile y del noroeste de Argentina. Asignado como gobernador de Chile a la muerte de Pedro de Valdivia, fue también gobernador del Tucumán en tres oportunidades y fundador de las ciudades de La Serena (Chile) y Santiago del Estero (Argentina).; quien fue hijo de Hernando de la Rúa Ramírez' y de Constanza de Meneses Aguirre, - bisnieta de Juan Alfonso Téllez de Meneses, IV conde de Barcelos y I conde de Ourém. descendiente directo del rey Alfonso X "el Sabio" rey de Castilla y León a través de su hijo el rey, Sancho IV de Castilla emparentándose así el linaje de la Casa de Meneses con los descendientes de la casa de Borgoña y por esta línea familiar de los monarcas de los reinos de Asturias, Castilla, León, Aragón, Navarra, Portugal, la dinastía de los Capetos de Francia, la dinastía Hohenstaufen de Alemania, la casa de Plantagenet de Inglaterra, la casa de Normandía y la casa de Uppsala, de quienes, entre otros, desciende en línea de parentesco directa Juan Antonio de Galleguillos-también era bisnieta de Pedro Cortés de Monroy emparentado con Hernán Cortés que Llegó a ser coronel general del Reino de Chile en 1610, y procurador general del Reino de Chile en 1613 era prima de Pedro Cortés Monroy y Zabala, I Marqués de Piedra Blanca de Guana y Guanilla

## Encomiendas indígenas
El capitán Álvaro Gómez de Astudillo y Godínez, nacido en La Serena en 1572, y antepasado de Juan Antonio de Galleguillos y Corbalán-Castilla es el primero de la familia que fue encomendero de indios a inicios del siglo XVII. La encomienda se nombra como sita en las minas de La Serena (Andacollo. Su hijo el maestre de campo Antonio Gómez de Galleguillos, solicitó la encomienda en segunda vida lo que obtuvo por merced otorgada en fecha de 7 de octubre de 1673. se registran bautismos y matrimonio de encomendados en la iglesia del lugar, perteneciente a la parroquia de Barraza hasta mediados del siglo XVIII. Como asignatarios de la encomienda se nombran a Álvaro y su hermano Juan Antonio de Galleguillos y Riberos de Castilla encomendero de Huasco 1690 y a Domingo de Herrera y Galleguillos sobrino de los anteriores fuel el último encomendero de la familia Galleguillos hasta que 1791 el gobernador de Chile Ambrosio O'Higgins abolió la encomienda y acabó con el trabajo obligatorio de los indígenas.Juan Antonio de Galleguillos y Godoy su padre fue el último encomendero de la familia Galleguillos hasta que 1791 el Gobernador de Chile Ambrosio O'Higgins abolió la encomienda y acabó con el trabajo obligatorio de los indígenas.

## Tierras y actividades privadas
Tras el fallecimiento en 1695 de su bisabuelo paterno Antonio Gómez de Galleguillos, serán sus hijos Pedro, Gabriel, Juan Antonio, Álvaro de Galleguillos y Riberos de Castilla quienes mantendrán la propiedad donde, aparte de seguir de elaborando vino y aguardientes, comenzaran también a elaborar un vino generoso en de moscateles tipo Málaga los cuales eran exportados por su pariente Pedro Cortés Monroy y Zabala, I marqués de Piedra Blanca de Guana y Guanilla  quien fuera uno de los principales gestores del auge del comercio que a partir de alrededor de 1680 se incentivan las exportaciones de vinos y de aguardientes a Perú y Alto Perú, hoy Bolivia. Este intercambio comercial aumentó gracias al aumento de la demanda por la apertura y auge de los nuevos mercados mineros como Porco, Potosí e incluso Cochabamba; el marqués era un importante estanciero dueño de Piedrablanca, Guana, Guanillas en el Valle del Limarí  y en Los Choros, Cutún y Quilacán en Valle del Elqui; su chacra de Quilacán, cerca de La Serena, funcionaba como centro de acopio para los vinos y aguardientes junto a otros productos provenientes de sus propiedades agrícolas los cuales eran exportados hacia los puertos del Callao y Arica rumbo al Virreinato del Perú para ser comercializados en estos centros mineros

## Matrimonio y descendencia
Juan Antonio de Galleguillos y Corbalán-Castilla contrajo matrimonio con Juana de Salamanca y Barrios hija de Francisco de Salamanca y Pastene y Teresa de Barrios y Ortiz; Juana de Salamanca contrajo segundas nupcias en La Serena el 15 de septiembre de 1821 con otro rico hacendado, José Vicente de Aguirre y Urquieta, nieto de Miguel de Aguirre e Irarrázaval, vecino feudatario de La Serena; alcalde de La Serena 1718; corregidor de La Serena 1748 dueño de grandes haciendas en el Valle de Elqui. Este matrimonio tuvo cinco hijos:
- José Silvestre Galleguillos Salamanca, de él desciende la familia De Galleguillos-Aguirre.
- José Marcelino Galleguillos Salamanca
- María Galleguillos Salamanca
- Basilia del Carmen Galleguillos Salamanca
- José Nicolás Galleguillos Salamanca

## Fallecimiento
Sus restos fueron sepultados bajo el altar mayor de iglesia de San Francisco el cual fuese panteón de la familia Galleguillos desde finales del siglo XVI. Juan Antonio de Galleguillos y Corbalán-Castilla fue el último miembro de esta familia en ser sepultado el 25 de julio de 1820.

## Genealogía
|  |                                                                          |  |  |  |  |  |  |  |  |  |  |  |  |  |  |  |
|  | 8.Antonio Gómez de Galleguillos.                                         |  |  |  |  |  |  |  |  |  |  |  |  |  |  |  |
|  |                                                                          |  |  |  |  |  |  |  |  |  |  |  |  |  |  |  |
|  |                                                                          |  |  |  |  |  |  |  |  |  |  |  |  |  |  |  |
|  | 4.Álvaro de Galleguillos y Riberos de Castilla.                          |  |  |  |  |  |  |  |  |  |  |  |  |  |  |  |
|  |                                                                          |  |  |  |  |  |  |  |  |  |  |  |  |  |  |  |
|  |                                                                          |  |  |  |  |  |  |  |  |  |  |  |  |  |  |  |
|  | 9.Catalina de Riberos y Castilla.                                        |  |  |  |  |  |  |  |  |  |  |  |  |  |  |  |
|  |                                                                          |  |  |  |  |  |  |  |  |  |  |  |  |  |  |  |
|  |                                                                          |  |  |  |  |  |  |  |  |  |  |  |  |  |  |  |
|  | 2.Juan Antonio de Galleguillos y Godoy                                   |  |  |  |  |  |  |  |  |  |  |  |  |  |  |  |
|  |                                                                          |  |  |  |  |  |  |  |  |  |  |  |  |  |  |  |
|  |                                                                          |  |  |  |  |  |  |  |  |  |  |  |  |  |  |  |
|  | 10. Diego de Godoy y Galleguillos.                                       |  |  |  |  |  |  |  |  |  |  |  |  |  |  |  |
|  |                                                                          |  |  |  |  |  |  |  |  |  |  |  |  |  |  |  |
|  |                                                                          |  |  |  |  |  |  |  |  |  |  |  |  |  |  |  |
|  | 5. Francisca de Godoy Rojas-Carabantes.                                  |  |  |  |  |  |  |  |  |  |  |  |  |  |  |  |
|  |                                                                          |  |  |  |  |  |  |  |  |  |  |  |  |  |  |  |
|  |                                                                          |  |  |  |  |  |  |  |  |  |  |  |  |  |  |  |
|  | 11. Catalina de Rojas Carabantes y Sánchez.                              |  |  |  |  |  |  |  |  |  |  |  |  |  |  |  |
|  |                                                                          |  |  |  |  |  |  |  |  |  |  |  |  |  |  |  |
|  |                                                                          |  |  |  |  |  |  |  |  |  |  |  |  |  |  |  |
|  | 1.Juan Antonio de Galleguillos y Corbalán-Castilla.                      |  |  |  |  |  |  |  |  |  |  |  |  |  |  |  |
|  |                                                                          |  |  |  |  |  |  |  |  |  |  |  |  |  |  |  |
|  |                                                                          |  |  |  |  |  |  |  |  |  |  |  |  |  |  |  |
|  | 12.Pablo Corbalán Castilla y Arias de Molina.                            |  |  |  |  |  |  |  |  |  |  |  |  |  |  |  |
|  |                                                                          |  |  |  |  |  |  |  |  |  |  |  |  |  |  |  |
|  |                                                                          |  |  |  |  |  |  |  |  |  |  |  |  |  |  |  |
|  | 6.Nicolás Corbalán-Castilla y Allende-Salazar.                           |  |  |  |  |  |  |  |  |  |  |  |  |  |  |  |
|  |                                                                          |  |  |  |  |  |  |  |  |  |  |  |  |  |  |  |
|  |                                                                          |  |  |  |  |  |  |  |  |  |  |  |  |  |  |  |
|  | 13. María Josefa de Allende Salazar y Corbalán-Castilla y Fuentes Pavón. |  |  |  |  |  |  |  |  |  |  |  |  |  |  |  |
|  |                                                                          |  |  |  |  |  |  |  |  |  |  |  |  |  |  |  |
|  |                                                                          |  |  |  |  |  |  |  |  |  |  |  |  |  |  |  |
|  | 3.Trinidad Corbalán-Castilla y Pizarro del Pozo.                         |  |  |  |  |  |  |  |  |  |  |  |  |  |  |  |
|  |                                                                          |  |  |  |  |  |  |  |  |  |  |  |  |  |  |  |
|  |                                                                          |  |  |  |  |  |  |  |  |  |  |  |  |  |  |  |
|  | 14. José Pizarro del Pozo y Flores-Jodar.                                |  |  |  |  |  |  |  |  |  |  |  |  |  |  |  |
|  |                                                                          |  |  |  |  |  |  |  |  |  |  |  |  |  |  |  |
|  |                                                                          |  |  |  |  |  |  |  |  |  |  |  |  |  |  |  |
|  | 7. Josefa Pizarro del Pozo y Álvarez de Tovar.                           |  |  |  |  |  |  |  |  |  |  |  |  |  |  |  |
|  |                                                                          |  |  |  |  |  |  |  |  |  |  |  |  |  |  |  |
|  |                                                                          |  |  |  |  |  |  |  |  |  |  |  |  |  |  |  |
|  | 15.Rosa Álvarez de Tovar y Varas Bernal.                                 |  |  |  |  |  |  |  |  |  |  |  |  |  |  |  |
|  |                                                                          |  |  |  |  |  |  |  |  |  |  |  |  |  |  |  |
|  |                                                                          |  |  |  |  |  |  |  |  |  |  |  |  |  |  |  |